# TGV Thalys PBKA
TGV Thalys PBKA – francuski elektryczny zespół trakcyjny należący do rodziny pociągów TGV. W nomenklaturze SNCF pociągi te są oznaczone jako klasa TGV 43000. Jest to trzecia generacja pociągów TGV, zbudowana przez firmę GEC Alsthom w latach 1996 - 1997. 
Zbudowano 16 pociągów tego typu o numerach 4301 - 4307, 4321 - 4322, 4331 - 4332, 4341 - 4346. Wagony są identyczne z TGV Thalys PBA, natomiast głowice są zmodyfikowanymi wersjami głowic TGV Duplex, Modyfikacje polegają na przystosowaniu jednostek do operowania na belgijskiej i niemieckiej sieci kolejowej.
Skrót PBKA w nazwie pochodzi od pierwszych liter nazw głównych miast, do których docierają te pociągi – Paryża, Brukseli, Kolonii i Amsterdamu.
| Seria | Liczba | Lata budowy | Użytkownik | Numery    | Właściciel |
| ----- | ------ | ----------- | ---------- | --------- | ---------- |
| 43000 | 17     | 1995–1998   | Thalys     | 4301-4307 | SNCB       |
| 43000 | 17     | 1995–1998   | Thalys     | 4321-4322 | DB         |
| 43000 | 17     | 1995–1998   | Thalys     | 4331-4332 | NS         |
| 43000 | 17     | 1995–1998   | Thalys     | 4341-4346 | SNCF       |